# Diamond-Blackfans anemi
Diamond-Blackfans anemi (DBA) är en medfödd och sällsynt blodsjukdom som orsakar anemi. Denna blir ofta symtomgivande tidigt under barndomen i form av trötthet och andra symtom typiska för anemi.
Sjukdomen påverkar benmärgens förmåga att producera röda blodkroppar. Patienter som har drabbats av detta sjukdomstillstånd löper en ökad risk för att drabbas av olika typer av allvarliga komplikationer relaterade till benmärgens nedsatta funktion. Två exempel på sådana komplikationer är myelodysplastiskt syndrom (MDS) och akut myeloisk leukemi (AML). Symptomen på anemi är svaghet, trötthet och en onormal blekhet (pallor).